# Lucrezia Bandini

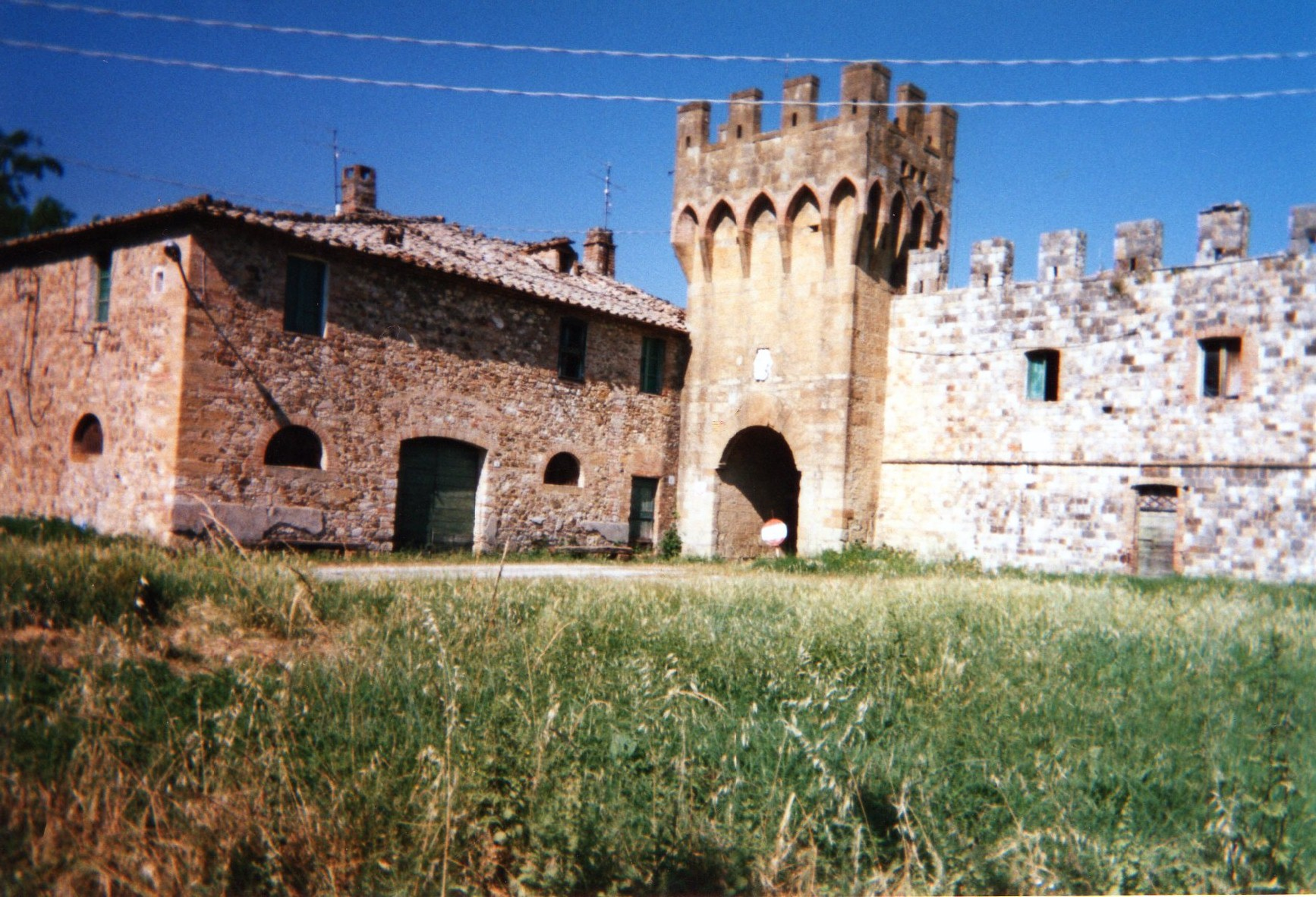
Il borgo di Salci con la porta di Orvieto

Lucrezia Bandini (... – Città della Pieve, 1570) è stata una nobildonna italiana, prima duchessa di Salci.

## Biografia
Papa Pio V nel 1568 costituì il Ducato di Salci, affidandone la guida a Lucrezia Bandini, che provvide a ristrutturare il borgo, incentivando il commercio e l'agricoltura.
Alla morte senza eredi nel 1570 dell'ultima rappresentante del ramo della famiglia di Salci, il ducato passò alla famiglia Bonelli, nella persona del cardinale Michele Bonelli, pronipote di papa Pio V. La famiglia detenne ininterrottamente il titolo sino al 1816 con Pio Camillo Bonelli.

## Discendenza
Lucrezia sposò in prime nozze Matteo Stendardi (nipote di papa Paolo IV) e in seconde nozze Giovanni Pepoli (1521-1585), senza discendenza.